# Michał Hurczyn
Michał Hurczyn (ur. 7 czerwca 1893 w majątku Szwendry (obecnie Litwa), zm. 4–7 kwietnia 1940 w Katyniu) – major piechoty Wojska Polskiego, kawaler Orderu Virtuti Militari, ofiara zbrodni katyńskiej.

## Życiorys
Urodził się w rodzinie Pawła i Ludgardy z Zakrzewskich. W 1916 roku, po ukończeniu szkoły miejskiej, w czasie I wojny światowej został powołany do armii rosyjskiej. Ukończył szkołę podoficerską w Czelabińsku i wysłany został na front. W marcu 1918 roku wstąpił do III Korpusu Polskiego, a po jego rozbrojeniu wstąpił do Wojska Polskiego. 1 maja 1919 roku zweryfikowany w stopniu kapitana. W 1920 roku, w czasie wojny z bolszewikami, walczył w składzie załogi pociągu pancernego „Piłsudczyk” nad Zbruczem, Seretem, Strypą i Dniestrem. Został uhonorowany Krzyżem Srebrnym Orderu Wojskowego Virtuti Militari, a we wniosku o nadanie tego odznaczenia, napisano m.in.:

16 kwietnia 1920 r. pod Lidą, gdy kompania trafiła pod zabójczy ogień artylerii i kaemów nieprzyjaciela, w wyniku którego zginął dowódca kompanii i inni oficerowie, por. Hurczyn, sam będąc rannym, pod ogniem uporządkował kompanię i własnym przykładem przyczynił się do odparcia ataku nieprzyjaciela. 20 maja pod Kijowem, jako dowódca kompanii, mimo przeważających sił atakującego nieprzyjaciela, utrzymał przyczółek mostowy i zorganizował kontratak zakończony zdobyciem jeńców i 2 kaemów. 20 czerwca pod Owruczem, mimo odniesionej rany, umiejętnie dowodził kompanią, dając własnym żołnierzom osobisty przykład i utrzymał broniony odcinek. 15 sierpnia 1920 r. pod Borkowem, gdy nieprzyjaciel zepchnął z pozycji oddziały Dywizji Ochotniczej, wskutek czego skrzydło baonu, którym dowodził, zaczęło się również cofać pod silnym ogniem artylerii i kaemów nieprzyjaciela, wyskoczył z okopów, podbiegł na zagrożony odcinek, zatrzymał i uporządkował cofające się oddziały, co spowodowało utrzymanie bronionych pozycji.

Przeniesiony do 41 pułku piechoty w Suwałkach. 18 lutego 1928 roku został mianowany majorem ze starszeństwem z dniem 1 stycznia 1928 roku i 52. lokatą w korpusie oficerów piechoty. W tym samym roku pełnił służbę w 63 pułku piechoty w Toruniu na stanowisku oficera sztabowego pułku. W marcu 1932 roku został przeniesiony do Dowództwa Okręgu Korpusu Nr VIII w Toruniu na stanowisko inspektora w 8 Okręgowym Urzędzie Wychowania Fizycznego i Przysposobienia Wojskowego. W sierpniu 1935 roku został przeniesiony do 81 pułku piechoty w Grodnie na stanowisko dowódcy batalionu. W marcu 1939 roku pełnił służbę w Państwowym Urzędzie Wychowania Fizycznego i Przysposobienia Wojskowego na stanowisku inspektora głównego Komendy Junackich Hufców Pracy.
Po wybuchu II wojny światowej i agresji ZSRR na Polskę z 17 września 1939 roku, w nieznanych okolicznościach dostał się do niewoli sowieckiej. Od 31 grudnia 1939 roku przebywał w obozie jenieckim w Kozielsku. Między 3 a 5 kwietnia 1940 roku został przekazany do dyspozycji naczelnika Zarządu NKWD Obwodu Smoleńskiego – lista wywózkowa bez numeru z 2 kwietnia 1940 roku, pozycja 94. Między 4 a 7 kwietnia 1940 roku został zamordowany w Katyniu przez funkcjonariuszy Obwodowego Zarządu NKWD w Smoleńsku oraz pracowników NKWD przybyłych z Moskwy na mocy decyzji Biura Politycznego KC WKP(b) z 5 marca 1940 roku. Ofiary tej zbrodni grzebano w bezimiennych mogiłach zbiorowych, gdzie od 28 lipca 2000 roku mieści się oficjalnie Polski Cmentarz Wojenny w Katyniu. W miejscu tym prowadzone były ekshumacje i prace archeologiczne, jednak Michał Hurczyn nie został zidentyfikowany. W Archiwum Robla w pakiecie 02431-12, został wymieniony w dzienniku znalezionym przy szczątkach Andrzeja Riegera.
5 października 2007 roku minister obrony narodowej Aleksander Szczygło mianował go pośmiertnie na stopień podpułkownika. Awans został ogłoszony 9 listopada 2007 roku w Warszawie, w trakcie uroczystości „Katyń Pamiętamy – Uczcijmy Pamięć Bohaterów”.

## Ordery i odznaczenia
- Krzyż Srebrny Orderu Wojskowego Virtuti Militari nr 4380 – 16 lutego 1921[22][3]
- Krzyż Walecznych – czterokrotnie[23][1]
- Złoty Krzyż Zasługi – 10 listopada 1928[24][1]

## Upamiętnienie
13 kwietnia 2016 roku, w ramach akcji „Katyń... pamiętamy” / „Katyń... Ocalić od zapomnienia”, w ogrodzie Pałacu Prezydenckiego został zasadzony Dąb Pamięci poświęconego wszystkim Ofiarom Zbrodni Katyńskiej, certyfikat z numerem 1.